# 松本若菜 (歌手)
松本若菜（2007年9月1日—）日本神奈川縣出身、為早安家族所屬團體ANGERME第九期成員，成員代表色為白色。血型為AB型。

## 個人簡歷

### 2020年
- 11月2日，於ANGERME官方YouTube頻道中宣布從「アンジュルムONLY ONEオーディション～私を創るのは私～」新成員徵選會中合格，與川名凛以及從研修生中升格的為永幸音一同以九期成員身分加入ANGERME。

## 人物介紹
- 興趣是料理以及散步。
- 喜歡的音樂類型為以日本流行樂為主。
- 喜歡的運動是網球。
- 座右銘為「継続は力なり」。

## 相關團體
- ANGERME（2020年－）

## 外部連結
- 松本若菜-HelloProject官方網站介紹 （页面存档备份，存于）